# (1787) Chiny
(1787) Chiny es un asteroide que forma parte del cinturón de asteroides y fue descubierto por Sylvain Julien Victor Arend desde el Real Observatorio de Bélgica, Uccle, el 19 de septiembre de 1950.

## Designación y nombre
Chiny se designó al principio como 1950 SK.
Más tarde, fue nombrado por la ciudad belga de Chiny.

## Características orbitales
Chiny orbita a una distancia media del Sol de 3,006 ua, pudiendo alejarse hasta 3,16 ua. Tiene una excentricidad de 0,05114 y una inclinación orbital de 8,921°. Emplea en completar una órbita alrededor del Sol 1904 días.